# Patagonia extraandina

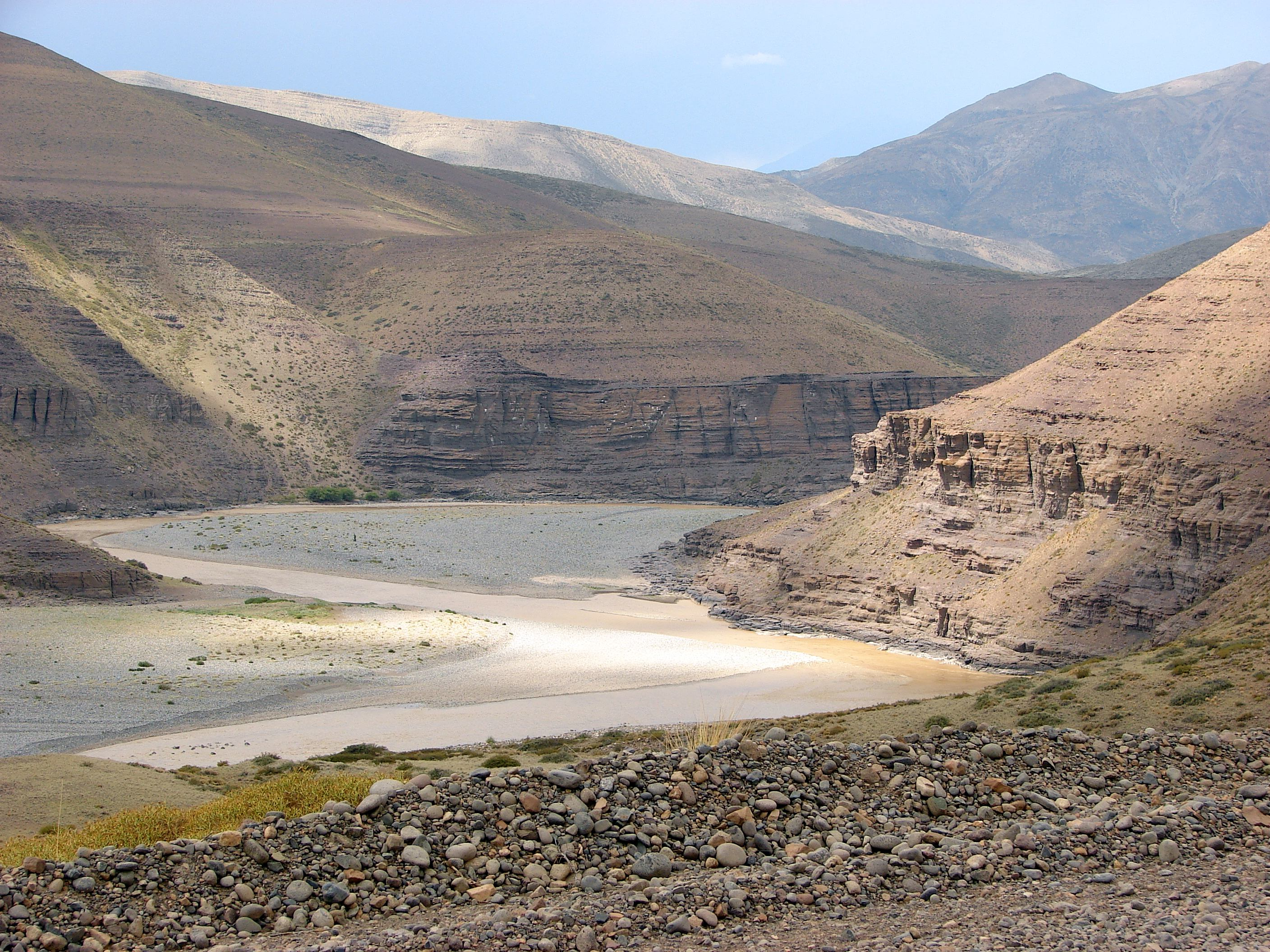
Río Neuquén en el Desierto Patagónico.

La Patagonia extraandina o Patagonia oriental es la parte oriental de la Patagonia, situada al sudeste de  América de Sur
Se encuentra mayormente en Argentina, aunque también se presenta algunas zonas australes de Chile  al oriente de la cordillera de los Andes. Está delimitada por los bosques húmedos de la cordillera de los Andes hacia el oeste y por el océano Atlántico hacia el este.

## Geografía
Geomorfológicamente corresponde a la meseta patagónica.
Antes de que se formaran los Andes, la región probablemente estaba cubierta por bosques templados. Sin embargo, después de la formación de los Andes, las cenizas de los volcanes cercanos cubrieron los bosques y las aguas saturadas de minerales se filtraron en los troncos, fosilizando así los árboles y creando uno de los bosques petrificados mejor conservados del mundo en el centro del desierto.

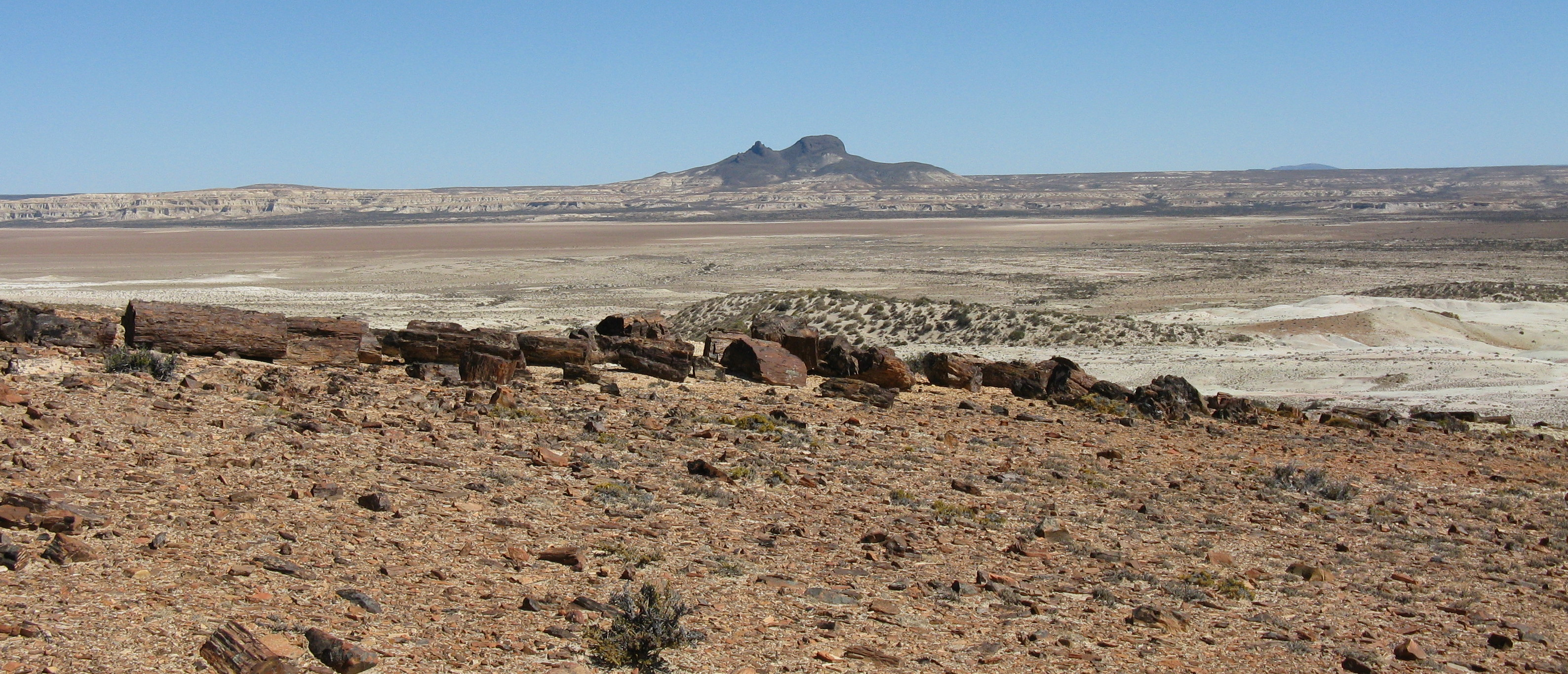
Parque Nacional de Bosques petrificados del Jaramillo.

La Patagonia extraandina está compuesta principalmente por llanuras de grava y mesetas con cañones de arenisca y formas arcillosas que salpican el paisaje, esculpidas por el viento del desierto La región que rodea el desierto, sin embargo, tiene muchas características diversas. Anualmente se forman ríos efímeros, lagos y depósitos de drenaje del deshielo primaveral de los Andes, que albergan una variedad de aves acuáticas y pastos acuáticos. En la región también se encuentran una variedad de depósitos glaciares, fluviales y volcánicos que han afectado significativamente el clima del desierto a lo largo del tiempo, contribuyendo especialmente a los sedimentos de grava que cubren partes de la Patagonia.
Al oeste, la porción de pastizales patagónicos del desierto patagónico está delimitada por bosques de nothofagus (también conocidos como hayas del sur) de los bosques subpolares de Magallanes.
Las rocas volcánicas cubren más de 120.000 km2 del Desierto Patagónico, principalmente en el Macizo Somún Cura (es decir, Macizo Norpatagónico) y el Macizo Deseado. Algunas otras áreas volcánicas incluyen el campo volcánico Pali-Aike cerca del Estrecho de Magallanes. Las rocas volcánicas son resultado del vulcanismo de arco posterior distribuido principalmente en dos episodios: uno en el Eoceno y Mioceno y otro desde el Mioceno Superior al Pleistoceno.

## Clima
Su clima es árido y semiárido donde la temperatura rara vez supera los 12 °C y las medias tan sólo 3 °C. La región experimenta unos 7 meses de invierno y 5 meses de verano. El permafrost se presenta solo marginalmente, pero la nieve es frecuente, especialmente en el invierno. Los Andes, al oeste del desierto, son la razón principal para el estado del desierto patagónico, ya que inhiben el flujo de humedad del oeste del sur del Pacífico de alcanzar el interior. Esto crea una sombra de lluvia que da cuenta de la formación del desierto y es por eso, a pesar de aproximadamente la mitad del desierto que sólo unos 200 kilómetros del mar, como un gran desierto se encuentra en la región. La corriente fría de Malvinas fuera la costa atlántica de América del Sur también contribuye a la aridez de la zona.
El desierto patagónico es el desierto más grande al sur del paralelo de 40° y es un gran desierto frío de invierno, donde la temperatura rara vez supera los 12 °C y promedia solo 3 °C. La región experimenta alrededor de siete meses de invierno y cinco meses de verano. Las heladas no son infrecuentes en el desierto pero, debido a la condición muy seca durante todo el año, la nieve es rara. Los Andes, al oeste del desierto, son la razón principal del estatus de desierto patagónico, ya que inhiben el flujo de humedad hacia el oeste desde el Pacífico sur para llegar al interior. Esto crea una sombra de lluvia que explica la formación del desierto y es la razón por la que, a pesar de que aproximadamente la mitad del desierto está a sólo 200 millas del océano, se encuentra un desierto tan grande en la región La fría corriente de las Malvinas frente a la costa atlántica de América del Sur también contribuye a la aridez de la zona.
Se pueden distinguir diferentes climas: la costa al norte del paralelo 45 es mucho más suave debido a las corrientes cálidas de Brasil, y toda la mitad norte de la región es mucho más cálida en verano, cuando predomina el tiempo soleado. Las temperaturas diurnas en verano alcanzan los 31 °C en la región del Río Colorado, una general de 26 °C a 29 °C en la costa norte y de 24 °C a 28 °C en la llanura norte, con noches de alrededor de 12 °C a 15 °C. °C en la costa y entre 7 °C y 10 °C en la estepa. En el sur, las temperaturas estivales descienden de 22 °C a sólo 16 °C en la costa, y de 24 °C a 17 °C en las estepas, mientras que las noches van de 8 °C a 11 °C en la costa, y de 6 °C a 10 °C en la estepa.
Durante el invierno, la proximidad a la costa y la altitud son los factores principales: mientras que las zonas costeras del norte tienen inviernos suaves, desde 2 °C por la noche hasta unos 11 °C durante el día, el sur de Santa Cruz oscila entre -2 °C y 5 °C, y Tierra del Fuego, de -3 °C a 3 °C, para una media de 0 °C. En el interior, las zonas del norte oscilan entre 0 °C y 10 °C en las zonas bajas, y entre -5 °C y 5 °C en las mesetas (de nuevo, una media de alrededor de 0 °C), mientras que en el sur, las zonas bajas oscilan entre -3 °C a 4 °C, y las zonas más altas están claramente por debajo de 0 °C. Los puntos más fríos suelen registrar temperaturas entre -20 °C y -25 °C durante las olas de frío, y el récord oficial es de -33,9 °C en la provincia de Chubut. Sin embargo, algunas localidades afirman haber registrado récords de alrededor de -35 °C.
Las heladas de verano son comunes en todas partes excepto en la costa norte, e incluso pueden caer aguanieve y nieve ligera durante la estación cálida. Los vientos son constantes y muy fuertes, del oeste en la mayoría de los casos.
Este desierto también es bastante ventoso, como resultado del efecto de sombra de la lluvia y del aire fresco de la montaña que desciende. Este viento ayuda a hacer de la Patagonia una de las mayores fuentes de polvo sobre el Océano Atlántico Sur.

## Fauna y flora
A pesar de las condiciones ambientales hostiles, muchas especies de animales se han adaptado a vivir en la Patagonia. Algunas sólo viven en la periferia más habitable y geográficamente más variada de la ecorregión. La lechucita vizcachera, el ñandú petiso o choique, el guanaco, el tuco-tuco patagónico, la mara, el pichi, la comadrejita patagónica, el hurón menor, el zorrino patagónico, el puma, el zorro gris patagónico o chilla, la iguana del desierto, y varias especies de águilas y halcones son algunas de las especies de animales que habitan en la región.
La flora de la región es muy particular, e incluye varias especies de arbustos con adaptaciones xerófitas como; Anarthrophyllum, Benthamiella, Junellia, Troncosoa y variadas especies de pastos. Hierbas acuáticas existen en las lagunas efímeras que se forman a partir de la escorrentía de los Andes.

## Influencia humana
El desierto ha sido anfitrión de varios pueblos indígenas en su pasado, como lo demuestran las pinturas rupestres de la zona. La zona está escasamente poblada de hoy y los que viven aquí sobreviven principalmente por la cría de ganado, como ovejas y cabras. La minería de recursos, especialmente de petróleo, gas y carbón en algunas partes de la región, es otra manera de interactuar con los seres humanos y la influencia del medio ambiente del desierto. Los seres humanos también pueden interactuar con el medio ambiente por la caza furtiva o animales.